# Нетёсова, Мария Вячеславовна
Мари́я Вячесла́вовна Нетёсова (26 мая 1983, Свердловск, РСФСР, СССР) — российская гимнастка, олимпийская чемпионка по художественной гимнастике. Заслуженный мастер спорта России, кавалер ордена Дружбы. Награждена почётным знаком «За заслуги в развитии физической культуры и спорта».

## Карьера
С 5 лет тренировалась под руководством Натальи Каштановой.
На Олимпийских играх в Сиднее Мария вместе с Ириной Беловой, Еленой Шаламовой, Натальей Лавровой, Верой Шиманской и Ириной Зильбер завоевала золотую медаль в групповом многоборье.
Двукратная чемпионка мира, победитель и серебряный призёр чемпионатов Европы.

## Личная жизнь
Воспитанница СДЮСШОР № 19 Екатеринбурга, выпускница общеобразовательной школы № 100. Замужем за футболистом Евгением Зиновьевым.